# Jean des Vallières
 (avril 2017).
Jean des Vallières est un militaire, écrivain et scénariste français, né le 5 avril 1895 et mort le 20 septembre 1970.

## Biographie

### Famille
Jean des Vallières  est né dans une famille de la grande bourgeoisie parisienne : la famille Lefebvre des Vallières, dont le nom s'écrivait aussi Lefevbre-Desvallières. Cette famille est issue de Claude François Lefebvre-Desvallières (1745-1820), huissier-commissaire priseur au Châtelet.
Jean des Vallières est le fils du général Pierre des Vallières, héros de la Première Guerre mondiale, tué à la tête de sa division en mai 1918, et le petit-fils de Prosper des Vallières qui fut maire de Ville-d'Avray.
Il épouse, le 8 décembre 1919, Anne-Marie de Terris (1895-1968), originaire de Bonnieux (Vaucluse).
De leur union sont nés trois garçons : Pierre des Vallières (alias Michel Aubriant, critique de cinéma), Hervé des Vallières (alias Hervé, publicitaire et dessinateur de presse) et Roland des Vallières.

### Carrière militaire et administrative
Ancien élève de l'École spéciale militaire de Saint-Cyr (promotion De la Croix du Drapeau), il choisit la cavalerie.

#### Première Guerre mondiale
Affecté à un régiment de hussards, il est blessé le 15 août 1914 à Dinant en Belgique. Aussitôt guéri, il quitte à sa demande la Cavalerie pour devenir lieutenant-aviateur. Il fait partie des escadrilles N 12 et SPA 12 (avec notamment le sous-lieutenant Georges Pelletier-Doisy, le sous-lieutenant Jean Navarre, le lieutenant René Chambe et le capitaine Raymond de Bernis). Sur l'un des avions, Steinlen avait peint pour Jean des Vallières une mascotte. Décoré de la Légion d'honneur, il est également titulaire de trois citations à l'ordre de l'Armée. De cette expérience à « la 12 » dans le secteur de Reims, il tirera son roman L'escadrille des Anges (1947).
Le 16 décembre 1916, au retour de mission, son avion (un Nieuport 17 numéro 18347, portant sur la carlingue la devise latine « unguibus et rostro » soit en français « par les griffes et le bec ») s'égare en raison du mauvais temps et se voit contraint d'atterrir en territoire occupé. Capturé, il est d'abord interné dans un classique camp de prisonniers, puis transféré au camp de représailles du Kavalier Scharnhorst (travaux forcés) d'où il s'évade pour participer à la Révolution allemande à Berlin et à Magdebourg. Il finit la guerre emprisonné dans la forteresse de Magdebourg. Ce sera le thème de deux récits publiés après la guerre, Kavalier Scharnhorst (1931) et Spartakus Parade (1932), deux récits inspirés de ses souvenirs de prisonnier de guerre, qui connaissent le succès littéraire (livres qui ont inspiré Jean Renoir dans la Grande Illusion). Il reçoit la médaille des évadés.

#### L'Entre-deux-guerres
Déçu par la politique, il lit L'Action française et fréquente les milieux royalistes. Il publie sous le pseudonyme de « Jean Ravennes », une douzaine de romans et d'essais.
En 1930, il acquiert le château de Montauban, près de Fontvieille (Bouches-du-Rhône) et crée, avec Léo Lelée, la Société des amis des moulins d'Alphonse Daudet.
Déçu par les mœurs politiques de la Troisième République, attiré et convaincu par son beau-frère, le colonel Henri de Corta, qu'il avait connu commandant en Allemagne, il s'engage à la Légion étrangère et part au Maroc. De cette expérience, il publie en 1933 le roman Les Hommes sans nom. Le colonel de Corta, y figure sous le nom de « Colonel de Joyeuse ».

#### Seconde Guerre mondiale

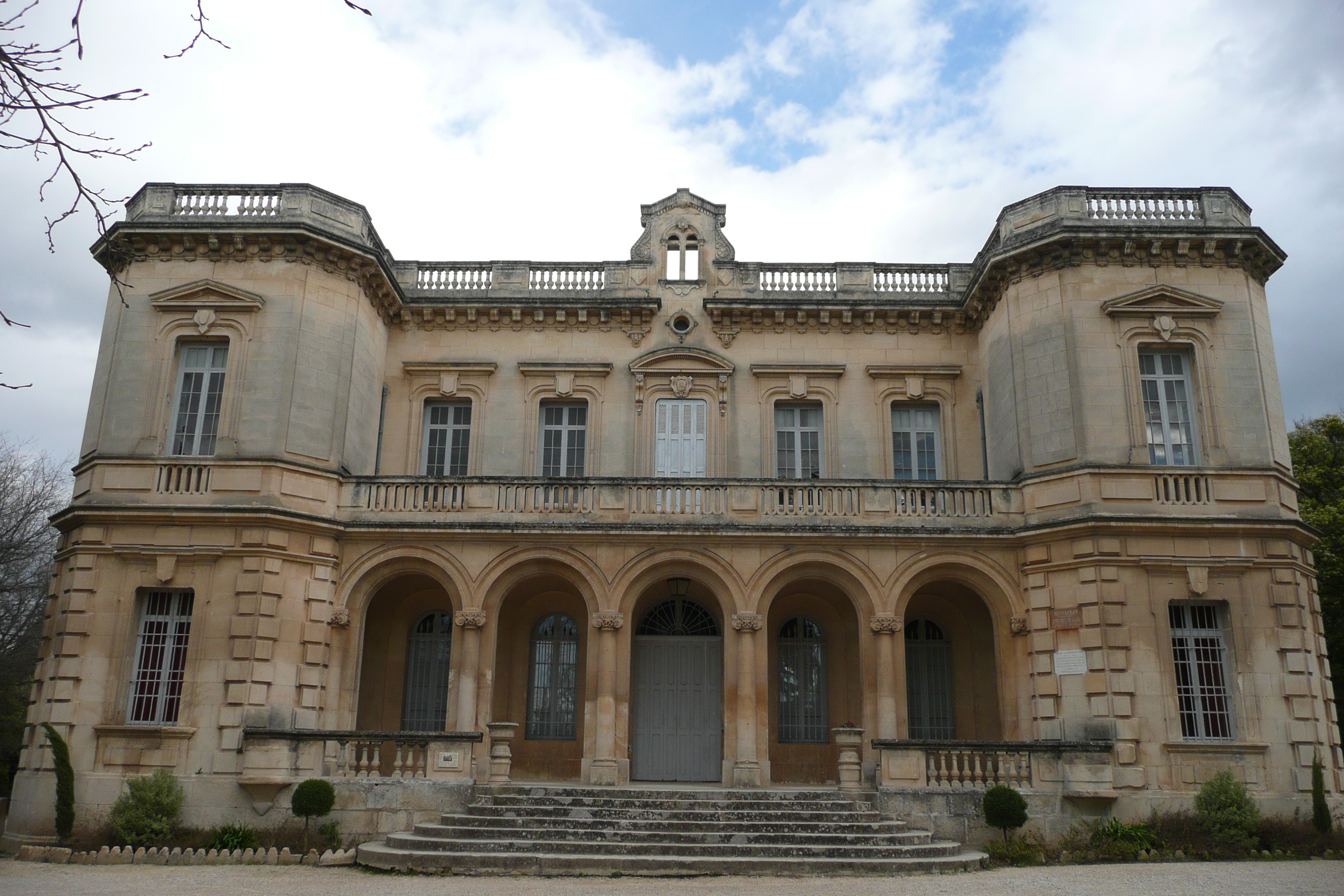
Château Montauban

Mobilisé en 1939 dans un groupe de reconnaissance de cavalerie. Il est démobilisé à l'Armistice (ayant précédemment obtenu le grade de capitaine), il regagne son château de Montauban à Fontvieille.

#### Sous-préfet
Partisan de la « révolution nationale », il estime qu'il est « de son devoir, après la débâcle, d'aider ses compatriotes à se ressaisir et à tenir bon contre l'occupant »[réf. nécessaire], il accepte le poste de sous-préfet d'Arles le 16 novembre 1940.
Le 3 décembre 1940, il accueille à Arles le Maréchal Pétain, avant que ce dernier se rende à Marseille puis à Toulon (pour inspecter la flotte).
C'est sur son initiative que la culture du riz sera entreprise en Camargue.avec l'aide et le savoir faire des indochinois de la MOI affectés aux salins de Giraud.
En avril 1942, il est révoqué à l'arrivée au pouvoir de Pierre Laval.[réf. nécessaire]
Le 21 avril 1943, la ville d'Arles est encerclée à l'aube par les troupes allemandes qui prennent position en ville et organisent une grande rafle. Une quarantaine de personnes est arrêtée par la Gestapo, dont Jean des Vallières. Il est conduit à la prison Saint Pierre accusé d'avoir constitué des dépôts d'armes et de munitions. Il sera libéré 18 jours après.[réf. nécessaire]

#### Suisse
Retranché en Suisse, il est condamné à mort par contumace en juillet 1946 après la Libération par la Cour de Justice de Marseille.
Il passe sept ans d'exil en Suisse.

#### Acquittement
Il est acquitté à l'unanimité par le tribunal militaire de Reuilly au début de 1952.
Il rentre alors en France pour poursuivre son œuvre littéraire et cinématographique.
Il séjourne ensuite à Paris dans le 7e arrondissement et passe l'été dans la propriété de son épouse à Bonnieux. Il est inhumé au cimetière de Bonnieux avec ses fils Hervé et Pierre  (le critique de cinéma Michel Aubriant et son épouse, ainsi que sa petite-fille Patricia de Breuvery, artiste peintre.

## Œuvres
Comme écrivain, Jean des Vallières est également connu sous les noms de « Jean Ravennes » et de « Terence Mac Swiney » :
- Quelques sabres dans la mêlée. Contes de la guerre de 1914-1916 suivis d'autres contes fantaisistes, éditions Jouve et Cie (publié sous le nom de Jean Ravennes), 1916.
- Hélène et les lys (publié sous le nom de Jean Ravennes), 1917
- La Fâcheuse Réputation de M. de Percy-Florac, La Gazette de Paris, souvenirs du XVIIIe siècle, recueillis au château de Nogaro , 190 pages (publié sous le nom de Jean Ravennes), 1921
- Mon ami M. de Bandières, Librairie des Éditions modernes  (publie sous le nom de Jean Ravennes), 1922
- Les Éléphants, roman, Ollendorff, 1923
- Le Beau Voyage de M. de Merfeuil, roman d'aventures  (publié sous le nom de Jean Ravennes), Librairie Ollendorff, 84 pages, 1923.
- La Jeunesse des dieux, Éditions Verneuil, Imprimerie Turgis, 1924 ; réédité en 1927 Perrin (publié sous le nom de Jean Ravennes).
- L'Aventurine, roman, La Connaissance, 1926
- Marie de Jérusalem, Plon, 302 pages, 1928.
- Le Maroc : Aux portes du sud. Volume 2 : De toutes nos colonies, avec une couverture en couleur de Charles Fouqueray et une documentation de Pierre Deloncle, Librairie de la Revue française, Alexis Redier, éditeur, 184 pages, cartes et gravures, 1930. Réédition posthume : Rabat, Dar Al Aman, 2012
- Ses yeux si bleus, roman, Éditions Albin Michel, 313 pages, 1935 (Notice BNF = FRBNF32024962)
- Tendre Allemagne . Kavalier Scharnhorst, préface du général Robert Massenet-Royer de Marancour, Éditions Albin Michel , 1931. Ce livre a inspiré le film La Grande Illusion[4].
- Tendre Allemagne. Spartakus Parade, Éditions Albin Michel, 1932.
- Fort Dolorès, roman, aux Œuvres françaises de Paris, couverture illustrée, 167 pages, 1938.
- Sous le drapeau de la Légion étrangère. Les Hommes sans nom, roman, Éditions Albin Michel, 319 pages, 1933.
- Sous le drapeau de la Légion étrangère. Sa grandeur l'infortune, nouvelles, Éditions Albin Michel, Prix de l'Académie française (prix Boudenoot décerné en 1945 et doté de 3 500 francs), 315 pages, 1938
- Sous le drapeau de la Légion étrangère. Extrême sud, nouvelles, Éditions Mont Blanc. A noter que le nom de l'auteur n'est rapporté que sur une bande. Le nom indiqué sur le livre est Terence Mac Swiney du nom d'un ancêtre de Jean des Vallières), 1947  (ISBN 2226042989)
- Sous le drapeau de la Légion étrangère. Les Rendez vous du hasard, nouvelles, Éditions Albin Michel, 255 pages, 1955
- Chroniques provençales : Les Filles du Rhône, roman, Éditions Albin Michel, 1938
- Chroniques provençales : Le Chevalier de la Camargue - Folco de Baroncelli, marquis de Javon, Éditions André Bonne, collection « par 4 Chemins ». Ce livre a reçu en 1957 un Prix de l'Académie française (Prix Véga et Lods de Wegmann doté de 50 000 francs),
- Cantique de la reine du matin, Éditions Celta (Genève) - Imprimerie Centrale Genève; 229 pages, 1948
- Tendre Allemagne - 3. L'Escadrille des anges, Éditions Ch.Grasset, Genève 1947 ; Éditions Albin Michel, Paris, 1953
- Lola de Rotterdam, Éditions de la Table Ronde, couverture illustrée, 292 pages, 1953
- Les Filles du Rhône, Éditions Albin Michel, 1954
- J'avais sept filles, roman, inspiré d'un scénario original de Aldo de Benedetti, 1955
- Les Rendez-vous de hasard. Au pas de la Légion étrangère, nouvelles, First Editions, 1955
- Connaissez-vous ce bon Monsieur de Béranger ? ou le Bréviaire des vieux républicains, éditions Bloud et Gay, 1958
- Sourires de l'ancienne France, Éditions de Paris, 258 pages, 1958 (Notice BNF = FRBNF32980551)
- Au siècle des amours, Éditions de Paris, 1958
- Mademoiselle de Malemort, Éditions Albin Michel, 323 pages, 1960
- Au soleil de cavalerie : avec le général Pierre des Vallières, Ed. André Bonne 1962
- Et voici la Légion étrangère, 1962
- Découverte de la Provence, Éditions Bonne, 261 pages, 1965
- La Jeunesse des dieux, roman, Librairie académique Perrin.
- Les Poésies d'Arvers, Alexis Rédier.
- Visions de la cathédrale de Reims, Le croquis,
- Cargo, roman, Grasset.
- Cantiques de la Reine du Matin, roman, Editions Albin Michel, année : ?

Livres illustrés par des artistes
- Essais sur le théâtre 1921-1922. Six illustrations de Guy Arnoux, La Douce France, 1923
- Essais sur le théâtre 1923-1924, Cinq illustrations de Guy Arnoux, La Douce France, 1925
- Les Caillettes en paniers, (écrit sous le pseudonyme de Jean Ravennes), orné de dessins de Steinlen, Orléans, La Connaissance, 166 pages, 1923
- La Vie de Marie (écrit sous le pseudonyme de Jean Ravennes), ornée de quarante-huit aquarelles de George Desvallières gravées sur bois en couleurs par P. Gusman et Paul Baudier, La Revue Française (éditeur : Alexis Rédier). Le tirage a été limité à 300 exemplaires numérotés de 1 à 300 et 25 exemplaires réservés à l'auteur de I à XXV. 1928
- Adorable Katherine ou Erreur ne fait pas compte, roman illustré par son fils Hervé des Vallières dit Hervé, Éditions Suzerenne, 1951
- Les poésies d'Arvers (illustrations de Salvat). Année : ?

Livres pour enfants, illustrés par Hervé Morvan 
- Nouk le petit Esquimau, collection « le Printemps du monde », Imprimerie La Vasselais, Éditions P.I.A., 18 pages, 1953
- Gobi le petit Sénégalais, collection « le Printemps du monde », Éditions P.I.A. 18 pages, 1953
- Sara la petite gitane, collection « le Printemps du monde », Imprimerie de M. Dechaux, Éditions P.I.A. 18 pages, 1953
- Draoui le petit Marocain, collection « le Printemps du monde », Éditions P.I.A. 18 pages, 1953 (Notice BNF :  FRBNF32024938)
- Thi-Ba la petite Annamite, collection « le Printemps du monde », Imprimerie La Vasselais, Éditions P.I.A, 18 pages, 1953 (Notice BNF:  FRBNF32024968)
- Rao la petite Hindoue, collection « le Printemps du monde », Imprimerie La Vasselais, Éditions P.I.A., 18 pages, 1953 (Notice BNF :  FRBNF32024959)

Portraits d'acteurs, de poètes, de dramaturges.....
- Henry Bataille; La Douce France, juin/juillet 1922, p. 188-194 ; In-8 ° (notice BNF = FRBNF38669225)
- Jeanne Provost, Douce France, 1924
- Greta Garbo, notice de Jean des Vallières, 26 photographies, La Nouvelle Librairie Française, 60 pages 1932 (Notice BNF = FRBNF32024955)
- Charlot, avec une notice de Jean Ravennes [pseudonyme de Jean des Vallières] et vingt-quatre photographies hors texte, à La Nouvelle librairie française, 1932
- Paul Achard - Joan Crawford, La Nouvelle Librairie Française, 1932
- Annabella, La Nouvelle librairie française
- Marcelle Romée, La Nouvelle librairie française
- Kate de Nagy, La Nouvelle Librairie Française, 1932

En vers
- Psaphâ chante dans le crépuscule. Éditions Paris, 36 pages, 1920

Essais, discours, préface...
- L'Ablette, La Revue Française, couverture de G. Pavis, 39 pages, (publié sous le nom de Jean Ravennes) 1922 (notice BNF = FRBNF32024935)
- La Découverte de deux mauvais garçons Verlaine et Rimbaud, Extrait de la Revue Française de mai 1926, pages 493 à 553, 1926
- Les Jeunes Filles aujourd'hui, conférence, Revue française du 3 juin 1928, pages 623 à 633, 1928
- 13, sketch dramatique en 1 acte, la Revue française du 8 juillet 1928
- Dancing, comédie en trois actes, extrait de la Revue française du 22 juillet 1928 (notice BNF = FRBNF38673811)
- Trois étapes du cinéma ; La Revue française du 27 octobre 1929, pages 400 à 447, 1929
- L'Attente, La Revue française, du 12 janvier 1930, pages 38 à 41, pièce en 1 acte, 1929
- A Magdebourg en novembre 1918, Revue des deux mondes, 1932.
- Le Ciel, nouveau domaine de l'homme, article paru dans le Figaro illustré (mai 1933) consacré à l'Avion et l'homme
- L'Apothéose d'Alphonse Daudet à Fontvieille: les journées des 29 et 30 juin et des 1er et 2 juillet 1935, avec les discours de Jean des Vallières [et al.] suivis du Retour à Fontvieille, à-propos inédit et en vers d'Émile Ripert, et de deux lettres inédites d'Alphonse Daudet. Société des amis des moulins d'Alphonse Daudet, 1936
- La France n'est pas sauvée, article paru dans le numéro 5 de la revue L'École Française parue le 10 décembre 1938
- Fontvieille et sa côte bleue, 63 pages, édité chez l'auteur.
- Fontvieille et les moulins d'Alphonse Daudet. Sur la route triomphale d'Arles aux Baux (articles de MM. Jean des Vallières, Fernand Benoit, André Bellessort et Hyacinthe Bell).
- Le Costume d'Arles (vingt-deux planches inédites de Léo Lelée, textes de Fernand Benoit, Élisabeth Jossier et Jean des Vallières), La Revue d'Arles, Académie régionale d'Arles, numéro spécial, 1941
- Discours de Jean des Vallières paru dans Le Jasmin d'Argent, chez A Sauriac (Auch); ouvrage collectif, 105 pages 1943
- Préface de Mektoub : roman argotique de la Légion étrangère, Arthur Nicolet, Éditions des Antipodes, 210 pages, 1948
- Hommage à René Benjamin[6], 1948
- Le Mariage du Kronprinz[7] : article dans la Revue des deux Mondes, pages 289 et 290 , 1961
- Le Maréchal Pétain: article paru dans Aspects de la France, No 699 du 1er février 1962,
- L'Hexagone et la force de frappe: nouvelle inédite parue dans Aspects de la France, No 758 du 21 mars 1963
- Les Clefs du Royaume, pages 24 à 27 du no 61 des Cahiers Charles Maurras, 1977
- Thrysiarque ou la Maitresse impie, Les Éditions Pau-Pyrénées, (année ?)

Pièces de théâtre
- Le Petit Point,
- Les Gants blancs
- La Revue, hélas ! pas corrigée (en collaboration avec J. de Lorme et H. de Saint-Sernin)

## Filmographie
Scénariste
- 1937 : Les Hommes sans nom de Jean Vallée
- 1933 : Les Filles du Rhône de Jean-Paul Paulin
- 1939 : Fort Dolorès de René Le Hénaff
- 1940 : Face au destin de Henri Fescourt (dialogues et scenario)
- 1942 :  Taureaux de Combat, réalisé sous le nom  de Jacques Beer (cité par l'historien espagnol Carlos Fernandez Cuence dans Toros y torerons en la pantalla, paru en 1963 à San Sebastian)
- 1954 : J'avais sept filles de Jean Boyer
- 1954 : Femmes libres (Una donna libera) de Vittorio Cottafavi
- 1957 : L'Irrésistible Catherine d'André Pergament

### Sources et bibliographie
- Un légionnaire nommé Jean des Vallières, Le Spectacle du Monde, septembre 2012, pages 53 à 57
- Dossiers biographiques Boutillier du Retail (4 pièces), documentation sur Jean Des Vallières, à la BNF
- Dossier de la Revue historique des Armées (lire en ligne) sur Renoir et la Grande Illusion
- Archives Départementales des Bouches du Rhone (AD13) : rapport du sous-préfet d'Arles sur son arrestation par les autorités allemandes le 29 mai 1943 (voir dossier référencé : 76 W 118)